# Camponotus irritans
Camponotus irritans é uma espécie de inseto do gênero Camponotus, pertencente à família Formicidae.